# USB4

El logotip d'USB4 40 Gbps.

USB4 (també conegut com: USB 4.0) és una especificació de l'USB Implementers Forum (USB-IF), que es va publicar a la versió 1.0 el 29 d'agost de 2019. El protocol USB4 es basa en el protocol Thunderbolt 3; l'especificació Thunderbolt 3 va ser donada a l'USB-IF per Intel. L'arquitectura USB4 pot compartir un únic enllaç d'alta velocitat amb diversos tipus de dispositius finals de forma dinàmica, servint millor cada transferència per tipus de dades i aplicació.
A diferència dels estàndards de protocol USB anteriors, USB4 obliga l'ús exclusiu del connector tipus C i obliga l'ús d'USB PD per al subministrament d'energia. Els productes USB4 han de ser compatibles amb rendiment de 20 Gbit/s i pot suportar 40 Gbit/s, però a causa del túnel fins i tot 20 Gbit/s nominals pot donar lloc a taxes de dades efectives més altes en USB4, en comparació amb USB 3.2, quan s'envien dades mixtes. A diferència de l'USB 3.2, permet el túnel de DisplayPort i PCI Express.

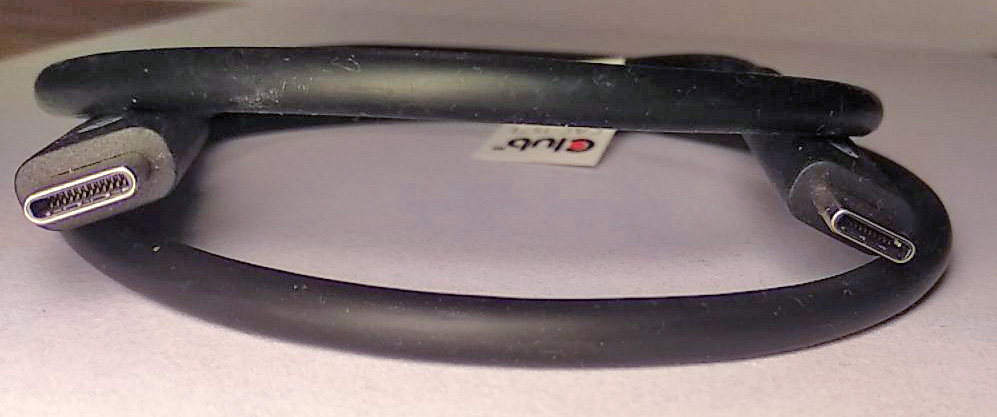
Cable USB4 Gen3x2 (40 Gbps) amb 100 W subministrament d'energia.

El suport de la interoperabilitat amb els productes Thunderbolt 3 és opcional per als hosts USB4 i els dispositius perifèrics USB4, i és necessari per als concentradors USB4 als ports cap avall i per als molls basats en USB4 als ports cap amunt i cap avall. D'altra banda, cal suport per a USB4 a Thunderbolt 4.
L'especificació USB4 2.0 es va publicar el 18 d'octubre de 2022 pel Fòrum d'Implementadors d'USB, oferint 80 Gbits/s i fins i tot 120 Gbit/s en mode asimètric.
USB4 per si sol no proporciona cap mecanisme genèric de transferència de dades ni classes de dispositius com USB 3.x, però serveix principalment com a manera de tunelitzar altres protocols com USB 3.2, DisplayPort i, opcionalment, PCIe. Tot i que proporciona un protocol natiu d'amfitrió a amfitrió, com el seu nom indica, només està disponible entre dos amfitrions connectats; s'utilitza per implementar Host IP Networking. Per tant, quan l'amfitrió i el dispositiu no admeten el túnel PCIe opcional, l'amplada de banda màxima sense pantalla es limita a USB 3.2 20 Gbit/s, mentre que només USB 3.2 10 Gbit/s és obligatori.
USB4 especifica el túnel de:
- Túnel USB 3.2 ("Supervelocitat millorada").
- Tunneling basat en DisplayPort 1.4a.
- Tunneling basat en PCI Express (PCIe).

USB4 també requereix compatibilitat amb el mode alternatiu de DisplayPort. Això vol dir que el DP es pot enviar mitjançant un túnel USB4 o mitjançant el mode alternatiu DP.